# Scherza Fryderyka Chopina
Scherza Fryderyka Chopina – dorobek Fryderyka Chopina w tym gatunku muzycznym obejmuje cztery niezależne scherza – op. 20, op. 31, op. 39 i op. 54 oraz trzy scherza zawarte w sonatach kompozytora (Sonata fortepianowa b-moll, op. 35, Sonata fortepianowa h-moll op. 58 i Sonata wiolonczelowa g-moll op. 65).

## Scherzo op. 20
Scherzo h-moll op. 20 – pierwsze z czterech scherz stworzonych przez polskiego pianistę. Kompozycja została napisana w tonacji h-moll i przeznaczona jest do wykonywania na fortepian solo. Dzieło powstało w Wiedniu w roku 1830 (wersja początkowa) a jego dopracowanie miało miejsce rok później. Wersja na potrzeby wydania nut drukiem ukończona została na przełomie lat 1834/1835. Utwór dedykowany jest Thomasowi Albrechtowi (fr. oryg. A Monsieur T. Albrecht). Scherzo jest opusem 20 w dorobku twórcy. Kompozycja (podobnie jak trzy pozostałe samodzielne scherza) znajduje się w programie eliminacji oraz I i II etapu Międzynarodowego Konkursu Pianistycznego im. Fryderyka Chopina.

### Pierwsze wydania
Pierwszy raz kompozycja została wydana 1 lutego 1835 w Paryżu przez wydawnictwo Maurice’a Schlesingera pod tytułem Scherzo Pour Le Pianoforte, Op. 20 (numer wydawniczy: M. S. 1832). Publikacja posiadała 17 stron o wysokości 34 centymetrów i została dołączona jak suplement do 5 numeru „Revue et Gazette Musicale”. W Niemczech dzieło ukazało się drukiem (19 str. o wys. 34 cm) w maju tego samego roku w Lipsku nakładem „Breitkopf & Härtel” (numer wydawniczy: 5599). Trzy miesiące później nastąpiło wydanie utworu w Wielkiej Brytanii. Nakładem „Wessel & Co.” w Londynie ukazało się Le Banquet Infernal. Scherzo, pour le Piano Forte, Op. 20 (17 str. o wys. 34 cm). Duży odstęp czasowy między stworzeniem a wydaniem scherza był spowodowany wieloma trudnościami technicznymi jakie znajdują się w utworze.

### Budowa dzieła
Pierwsza część charakteryzuje się frenetycznym rytmem. Ze względu na niego pierwszy wydawca - wbrew woli Chopina - nadał dziełu podtytuł Piekielny bankiet. Jest ona dramatyczna i żywa. Druga część przywołuje polską kolędę Lulajże, Jezuniu. Świadczy ona o przywiązaniu Chopina do ojczyzny oraz tęsknotą za nią.
Typowe scherzo to, jak sama nazwa wskazuje (z wł. żart), dzieło o charakterze pogodnym, wesołym i żartobliwym. Ta forma muzyczna przybrała u muzyka zupełnie inny nastrój. Refleksjami niemieckiego kompozytora i pianisty Roberta Schumanna (1810–1856) na temat dzieła było pytanie:

W co ma się przystroić powaga, jeśli już żart przyobleka się w ciemne welony?

Wart uwagi jest fakt, iż Schumann wypowiadał te słowa krótko po tym jak opublikował w grudniu 1831 w czasopiśmie muzycznym „Allgemaine Musikalische Zeitung” recenzję chopinowskich „Wariacji op. 2” na temat „Là ci darem la mano” z opery Wolfganga Amadeusa Mozarta „Don Giovanni”, w której znajduje się słynne zdanie: Panowie, czapki z głów, oto geniusz. (z oryg. niem. Hut ab Ihr Herren, ein Genie!). Utwór z klasycznym scherzem, wykorzystywanych w symfoniach lub sonatach, łączy tylko metrum 3/4.
Przeciętne wykonanie dzieła trwa około 9 minut.

## Scherzo op. 31
Scherzo b-moll op. 31 – drugie ze scherz Fryderyka Chopina. Powstało ono w 1837 roku, a wydane jeszcze tego samego roku, z dedykacją dla Adéle de Fürstenstein.
W utworze posępne barwy kontrastują z jasnymi, radosnymi wzlotami. Scherzo utrzymane jest w formie sonatowej. Mnóstwo uczuć, wyrażonych przez Chopina dźwiękami, wymaga od wykonawców wyczucia i subtelności.

## Scherzo op. 39
Scherzo cis-moll op. 39 – trzecie ze scherz Chopina.
Kompozytor napisał je na przełomie 1838 i 1839, podczas wyjazdu na Majorkę (z tego okresu pochodzą również Preludia op. 28), ostateczną formę nadał mu w 1840 w Paryżu. Wydane zostało w tym samym roku z dedykacją dla Adolfa Gutmanna (ucznia kompozytora).
Scherzo jest posępne i melancholijne, ponure w charakterze, elegijne i epickie. Jest usiane licznymi fragmentami staccato.

## Scherzo op. 54
Scherzo E-dur op. 54 – czwarte ze scherz Fryderyka Chopina.
Chopin napisał Scherzo na przełomie lat 1841–1842 w Nohant i w Paryżu.
Wydane zostało w 1843 roku z dedykacją dla Jeanne de Caraman (uczennicy Chopina).
Tempo Presto rozwija się dopiero po ekspozycji prostego spokojnego motywu, jakby kadencji. Elementami wiążącymi formę utworu są częste powtórzenia nawiązujące do formy ronda, wariacyjne powtarzanie motywu tematu, zwłaszcza w końcowych  fragmentach.